# 雅满苏镇
雅满苏镇，是中华人民共和国新疆维吾尔自治区哈密市伊州区下辖的一个乡镇级行政单位。

## 行政区划
雅满苏镇下辖以下地区：
民族区社区、前山区社区、后山西区社区和后山东区社区。